# クーパー・ベーン
クーパー・ベーン (英: Cooper vane)は、旅客機の装置のひとつ。ボーイング727やDC-9といった後部エアステアのある機種において、飛行中にステアが開かないようにするために装着された。
D.B.クーパースイッチ（Dan Cooper switch）とも呼ばれる。

## 概要

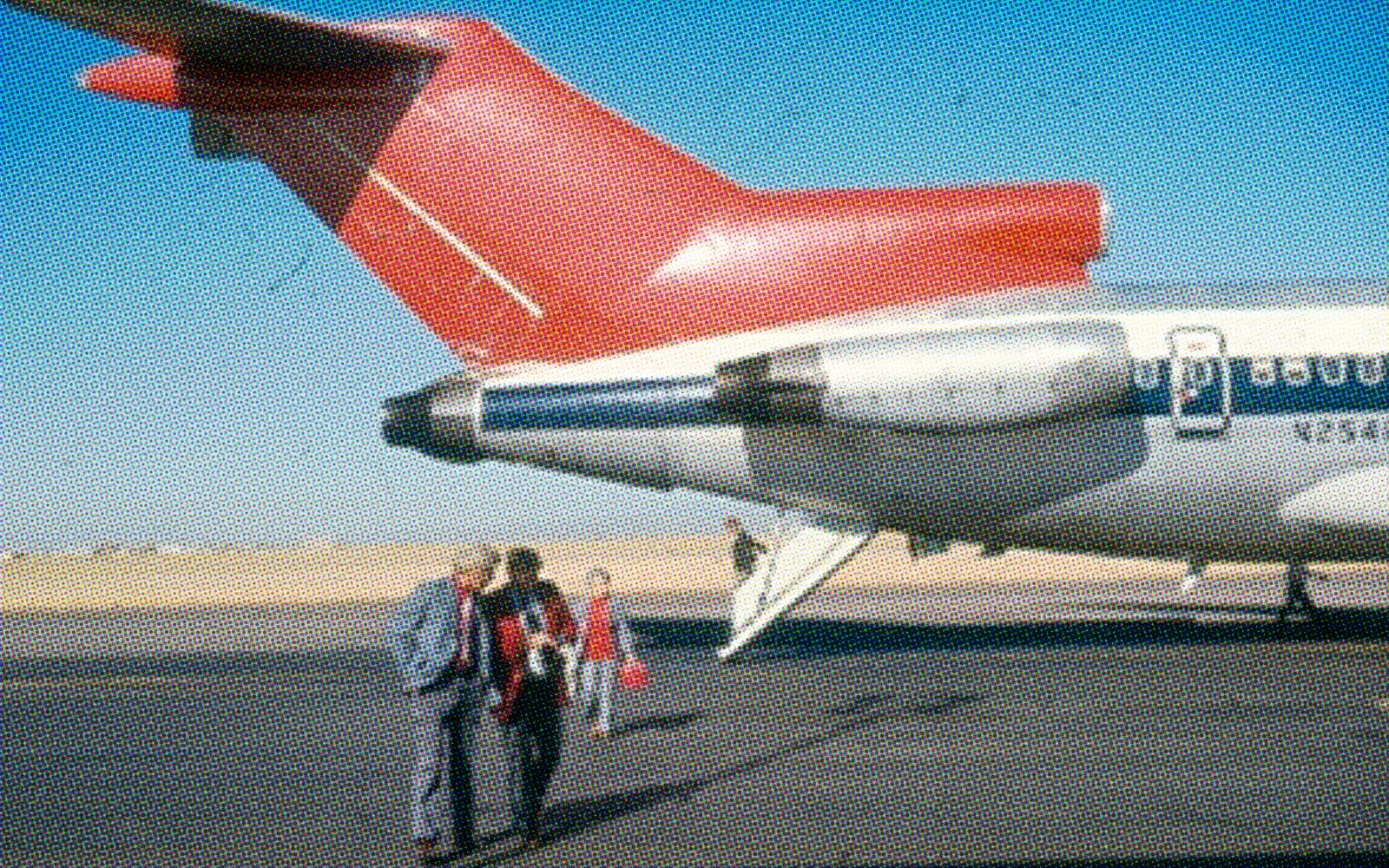
後部エアステアを展開したボーイング727。

名前は1971年に発生したD.B.クーパー事件に由来する。これは『ダン・クーパー』と名乗る男がボーイング727をハイジャックした後、飛行中に機体後部のエアステアから身代金とともにパラシュート降下して逃走した事件である(2020年5月現在、未解決)。これ以降も模倣犯による事件が相次ぎ、1972年にアメリカ連邦航空局は、すべてのボーイング727に飛行中の後部エアステア展開を防ぐための改修を義務付けた。この際に取り付けられたのがクーパー・ベーンである。
現代の旅客機では、機内は与圧されており、パイロットが減圧しなければ飛行中にドアを開くことはできない。
戦闘機もほとんど与圧されていないため、射出座席で脱出ができる。

## 仕組み

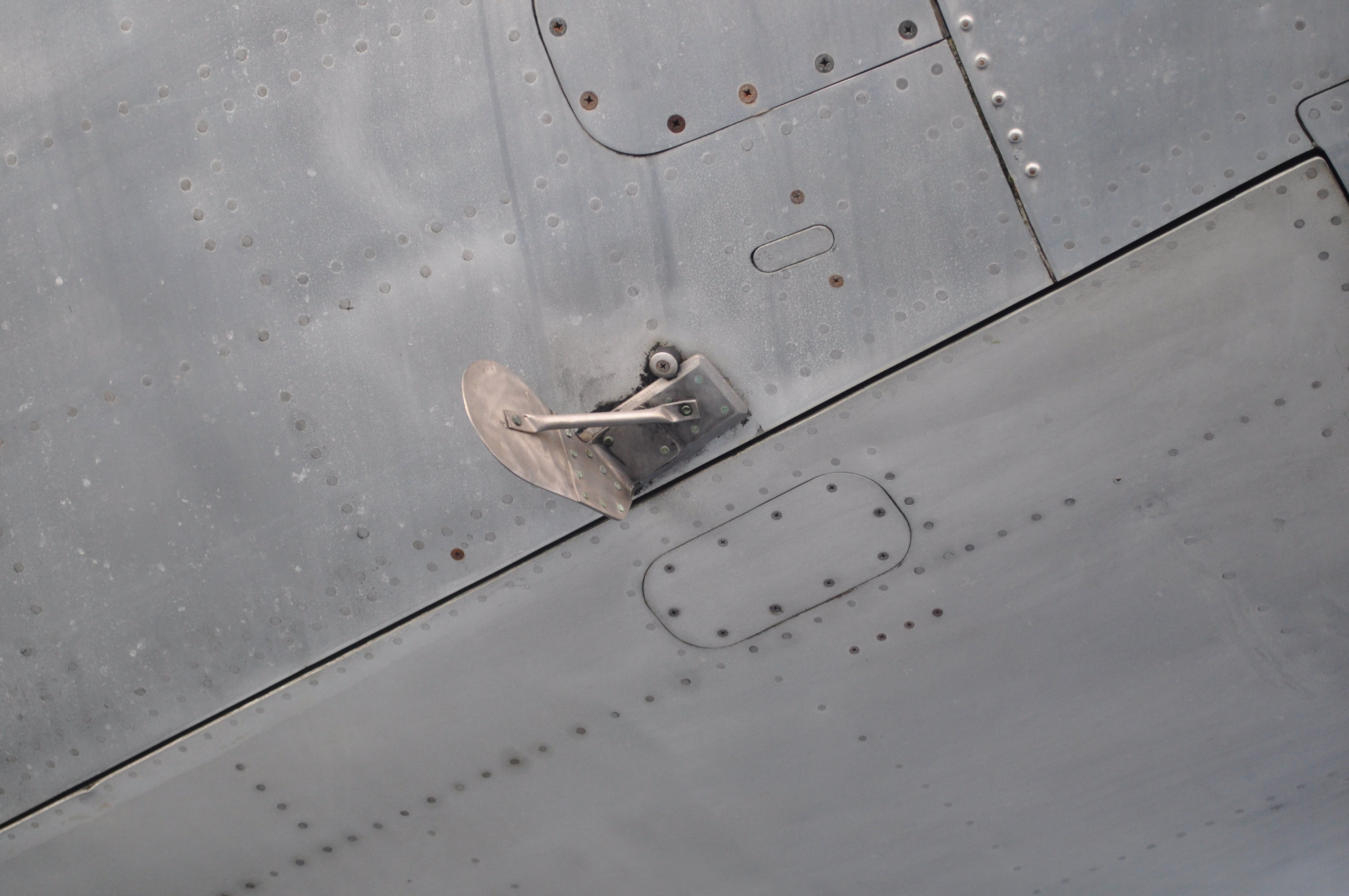
クーパー・ベーンの写真。左側の進行方向から来る風を受けて、右に90度回転し、ドアが開くのを防ぐ。

クーパー・ベーンは、二枚の金属プレートを垂直に接合させた作りになっている。飛行中、一方のプレートが風圧を受けると、もう一方のプレートが回転して、エアステアのドアを開けないようにする。着陸後、プレートはバネの力で押し戻されて、ふたたびエアステアは開けるようになる。